# Liste der Kulturdenkmale in Tonndorf (Thüringen)
In der Liste der Kulturdenkmale in Tonndorf sind alle Kulturdenkmale der thüringischen Gemeinde Tonndorf (Landkreis Weimarer Land) und ihrer Ortsteilen aufgelistet (Stand: 26. April 2012).

## Legende
- Bild: zeigt ein Bild des Kulturdenkmals und gegebenenfalls einen Link zu weiteren Fotos des Kulturdenkmals im Medienarchiv Wikimedia Commons
- Bezeichnung: Name, Bezeichnung oder die Art des Kulturdenkmals
- Lage: Wenn vorhanden Straßenname und Hausnummer des Kulturdenkmals; Grundsortierung der Liste erfolgt nach dieser Adresse. Der Link Karte führt zu verschiedenen Kartendarstellungen und nennt die Koordinaten des Kulturdenkmals.
 Kartenansicht, um Koordinaten zu setzen – in dieser Kartenansicht sind Kulturdenkmale ohne Koordinaten mit einem roten bzw. orangen Marker dargestellt und können in der Karte gesetzt werden. Kulturdenkmale ohne Bild sind mit einem blauen bzw. roten Marker gekennzeichnet, Kulturdenkmale mit Bild mit einem grünen bzw. orangen Marker.
- Datierung: gibt das Jahr der Fertigstellung beziehungsweise das Datum der Erstnennung oder den Zeitraum der Errichtung an
- Beschreibung: bauliche und geschichtliche Einzelheiten des Kulturdenkmals, vorzugsweise die Denkmaleigenschaften
- ID: Die ID identifiziert das Kulturdenkmal eindeutig. In Thüringen sind aktuell keine IDs veröffentlicht. In der ID-Spalte kann sich auch folgendes Icon  befinden, dies führt zu Angaben zu diesem Kulturdenkmal bei Wikidata.

## Tonndorf
Denkmalensemble
| Bild            | Bezeichnung | Lage    | Datierung | Beschreibung | ID |
| --------------- | --- | ------- | --------- | ------------ | -- |
| Fotos hochladen | Ortslage mit: - Brauhausstraße 7–18, 129–143 - Breitenstraße 92–102, 113–125 - Kirchstraße 19–21, 77–82 - Schenkenstraße 1, 3–6, 144–152 - Schwedrich 83, 84, 86–90, 90a, 91 a, 91 b, 126–128 - Töpferstraße 103–112 | (Karte) |           |              |    |

Einzeldenkmale
| Bild                           | Bezeichnung                                        | Lage                      | Datierung | Beschreibung | ID |
| ------------------------------ | -------------------------------------------------- | ------------------------- | --------- | ------------ | -- |
| weitere Bilder Fotos hochladen | Kirche mit Kirchhof                                | (Karte)                   |           |              |    |
| Fotos hochladen                | Grabstätte für einen sowjetischen Kriegsgefangenen | Friedhof                  |           |              |    |
| weitere Bilder Fotos hochladen | Burg- bzw. Schlossanlage                           | Schloßberg (Karte)        |           |              |    |
| Fotos hochladen                | Brücke                                             | Am Mühlgraben             |           |              |    |
| Fotos hochladen                | Wohnhaus                                           | Breitenstraße 101 (Karte) |           |              |    |
| Fotos hochladen                | Gehöft                                             | Breitenstraße 123 (Karte) |           |              |    |
| Fotos hochladen                | Gehöft                                             | Brauhausstraße 9          |           |              |    |
| Fotos hochladen                | Gehöft                                             | Brauhausstraße 14         |           |              |    |
| Fotos hochladen                | Gehöft                                             | Brauhausstraße 16         |           |              |    |
| Fotos hochladen                | Gehöft                                             | Brauhausstraße 18         |           |              |    |
| Fotos hochladen                | Pavillon                                           | Im Weidenbach             |           |              |    |
| Fotos hochladen                | Gehöft (Pfarrhof)                                  | Kirchstraße 21            |           |              |    |
| Fotos hochladen                | Brunnen                                            | Palmanger (bei Nr. 60)    |           |              |    |
| Fotos hochladen                | Gehöft                                             | Palmanger 51              |           |              |    |
| Fotos hochladen                | Gehöft                                             | Palmanger 64              |           |              |    |
| Fotos hochladen                | Wohnhaus (ehemalige Schule)                        | Schenkenstraße 144        |           |              |    |
| Fotos hochladen                | Gasthaus                                           | Schenkenstraße 149        |           |              |    |
| Fotos hochladen                | „Burghof“, ehem. Gutshof                           | Schenkenstraße 150        |           |              |    |
| Fotos hochladen                | ehemaliges Schützenhaus                            | Schwedrich 91             |           |              |    |

Bodendenkmal
| Bild            | Bezeichnung                      | Lage | Datierung | Beschreibung | ID |
| --------------- | -------------------------------- | --- | --------- | ------------ | -- |
| Fotos hochladen | Steinkreuzgruppe (2 Steinkreuze) | Am östlichen Ortsrand, 10 m nördlich der Landstraße nach Tiefengruben, 10 m östlich des Fahrweges zum Schloss Tonndorf |           |              |    |

## Quelle
- Denkmalliste Landkreis Weimarer Land. (PDF; 929 kB) weimarerland.de